# Estación Iyonagahama

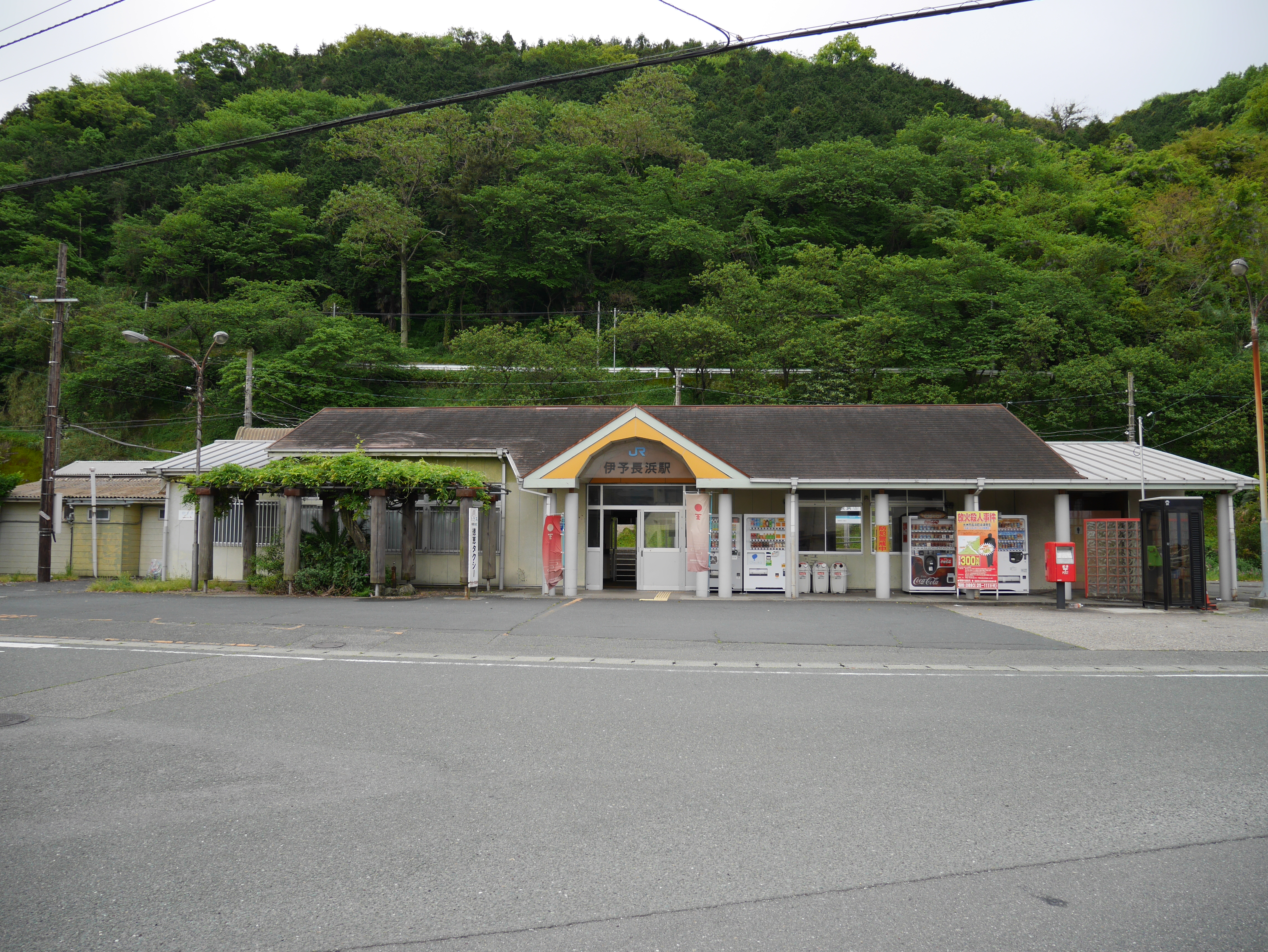
Estación Iyo Nagahama. A partir de mayo de 2015.

La estación Iyonagahama (伊予長浜駅 Iyonagahama-eki?) es una estación de la línea Yosan de la Japan Railways que se encuentra en la ciudad de Ōzu de la prefectura de Ehime. El código de estación es el "S12".

## Características
Fue la estación central del pueblo de Nagahama, pero en la actualidad forma parte de la ciudad de Ōzu.

## Estación de pasajeros
Cuenta con dos plataformas, una plataforma con vías de un solo lado (andén 1) y otra plataforma con vías a ambos lados (andenes 2 y 3). Es la misma disposición que se puede apreciar en las principales estaciones de la línea Yosan. Es una estación terrestre y el edificio de la estación queda del lado del andén 1.
El andén 1 se utilizaba por defecto, solo cuando era necesario ceder el paso a los servicios rápidos  se empleaban los andenes 2 y 3. Pero desde que los servicios rápidos dejaron de circular por la estación (en 1986) esto dejó de ser así.
El edificio de la estación está construido en madera y es de una única planta. Se refaccionó el frente. Cuenta con una máquina expendedora de boletos automática moderna y otra de un modelo anterior.
Antes de que se instalara el puente peatonal, los pasajeros atravesaban las vías para acceder a los andenes 2 y 3.

### Andenes
| 1 | ● Línea Yosan |                                                          | Hacia Iyo y Matsuyama (solo servicios comunes)     |
| 1 | ● Línea Yosan | Hacia Ōzu, Yawatahama y Uwajima (solo servicios comunes) |                                                    |
| 2 | ● Línea Yosan |                                                          | (actualmente sin uso para los servicios regulares) |
| 3 | ● Línea Yosan |                                                          | Hacia Iyo y Matsuyama (solo un servicio común)     |
| 3 | ● Línea Yosan | Hacia Ōzu, Yawatahama y Uwajima (solo servicios comunes) |                                                    |

## Alrededores de la estación
- Dependencia Nagahama del Ayuntamiento de la ciudad de Oozu
- Estación de bomberos Nagahama
- Comisaría de Nagahama
- Balneario Nagahama
- Balneario Susawa
- Puerto de Nagahama
- Nuevo Gran Puente de Nagahama (新長浜大橋 Shin Nagahama-Ōhashi?)

## Historia
- 1918: el 14 de febrero la estación Nagahama es inaugurada por Ferrocarril Ehime (愛媛鉄道 Ehime-tetsudō?), en simultáneo con el tramo hasta la estación Ōzu (大洲駅 Ōzu-eki?) que en la actualidad se denomina estación IyoOozu.
- 1933: el 1° de octubre el Ferrocarril Ehime es estatizado con el nombre de línea Ehime y el nombre de la estación pasa a ser el actual.
- 1935: el 6 de octubre el ancho de vía la línea Ehime (que desde la época del Ferrocarril Ehime era de 762 mm) pasa a ser de 1.067 mm. Además se completa la extensión desde la estación Shimonada por lo que ambas líneas quedan vinculadas entre sí, por este motivo el recorrido desde la estación Takamatsu hasta la estación Oozu pasa a denominarse línea principal Yosan (予讃本線 Yosan-honsen?).
- 1986: el 3 de marzo se inaugura el nuevo ramal entre las estaciones Mukaibara y Uchiko, en consecuencia los servicios rápidos dejan de circular por la estación.
- 1987: el 1° de abril pasa a ser una estación de la división Ferrocarriles de Pasajeros de Shikoku de la Japan Railways.
- 1988: en junio la línea principal Yosan vuelve a ser simplemente línea Yosan.

## Estación anterior y posterior
- Línea Yosan 
  - Estación Kitanada (S11)  <<  Estación Iyonagahama (S12)  >>  Estación Iyoizushi (S13)